# Río Krasívaya Mecha
El río Krasivaya Mecha (en ruso: Красивая Меча) es un río localizado en la parte meridional de la Rusia europea, uno de los afluentes del río Don en su curso alto. Su longitud total es de 244 km y su cuenca drena una superficie de unos 6.000 km².
Administrativamente, el río discurre por el óblast de Tula y el óblast de Lípetsk de la Federación de Rusia.

## Geografía
El río Krasivaya Mecha tiene su fuente en la parte central del óblast de Tula, muy próximo a la fuente del río Upa y la localidad de Volovo, unos 70 km al sur de la capital del óblast, la ciudad de Tula (481.216  hab. en 2002). El río discurre en dirección sur, pasando por Dorobino y virando hacia el este antes de llegar a Yefrémov (47.256 hab.), la ciudad más importante de sus curso. Pasa luego por Silovo, donde vuelve a girar hacia el suroeste para entrar al poco en el óblast de Lípetsk por su lado centrooccidental. Luego desemboca en el río Don por la derecha, a unos 15 km aguas abajo, al sur, de la ciudad de Lebedián (22.966 hab.)
El río Krasivaya Mecha es alimentado principalmente por el deshielo. Está congelado de mediados de diciembre hasta finales de principios de abril, con una subida muy importante de sus aguas en abril y mayo.